# ストロングホールド
ストロングホールド(STRONGHOLD)は、アメリカFirefly Studios社が開発したWindows用のコンピューターゲームシリーズの名称である。ジャンルとしてはリアルタイムストラテジー及びミニスケープに分類される。日本国内向けには、シリーズ最初の2作品がメディアクエスト（キッズステーション）から、それぞれ発売されている。

## 特徴
通常のRTSゲームとは異なり、戦争よりも城作りや街作りといった内政要素が重視されている。戦力の配備が、城内の経済活動と密接に結びついており、城壁の1つ、塔の建設位置1つが、戦争の趨勢に大きな影響を与えるため、街作りと戦争、両方の要素を楽しみたいプレイヤーからの人気が高い。

## シリーズラインナップ
日本でのシリーズラインナップは以下の通り。2011年にゴールドエディションとして日本語版2本が再発売された。
- ストロングホールド完全日本語版（2002年8月22日発売） - 本項で詳述する。
  - ストロングホールド（廉価版）（2003年10月16日発売） - 上記の廉価版。
- ストロングホールドクルセイダー日本語版（2003年7月17日発売） - 上記の続編（シナリオ集ではなく、単独動作可能）。タイトル通り、十字軍によるアラブ諸国侵攻を扱い、マップは砂漠や荒地が中心となる。
- ストロングホールド：ゴールドエディション日本語版（2011年2月25日発売） - 上記2本をセットにしたもの。こちらの販売元はイーフロンティア。
- ストロングホールド：HDゴールドエディション日本語版（2013年3月8日発売） - 上記「ストロングホールド：ゴールドエディション日本語版」の解像度向上版（フルHD画質、1920×1080）。販売元は同じくイーフロンティア]。
- ストロングホールド3 日本語版（2011年12月16日発売） - 販売は株式会社ズー。海外版発売当時は非常にバグが多く多数の修正パッチが配信された。2012年5月にDLCを含めた大型修正パッチが配信され、それに伴いタイトルがStrong hold3 Gold Editionとなっているが、このパッチは日本語版には未対応。

日本語化されていない同シリーズラインナップは以下の通り（いずれも英語版発売元は2K Games）。
- Stronghold2（2005年4月19日、海外にて発売） - ゲームエンジンを一新、フル3Dとなり、画面内に表示できるキャラクター数も1000体ほどになるなど、全体的に質を向上させた作品。
- Stronghold Legends（発売日は、欧州では2006年10月13日、北米では同年10月23日） - 歴史上の城砦建設を楽しむ従来の方向性を変更、ファンタジー要素を取り入れた作品。ドラゴンなど実在しない空想上の生き物を召喚し戦わせるといった新要素が加わった。マップなどが追加されたDeluxe版などが存在する。
- Stronghold crusader extreme（2008年5月29日、海外にて発売） - ストロングホールドクルセイダーのバージョンアップ版。新たな敵やマップが追加され、ユニット表示数も大幅にパワーアップした。日本語版は発売されていないが、ストロングホールドクルセイダー日本語版の音声ファイルを利用することで音声のみ日本語化が可能。

## 概要
- 中世ヨーロッパ（取扱説明書によれば、11世紀頃を想定）風の城砦都市を建設し、その経済的発展や城を巡る攻防を楽しむ内容。選ぶゲームモードによってミニスケープとリアルタイムストラテジー、2つの楽しみ方ができる。
- ゲームマップは一つの勢力により支配される城や村落、もしくはその用地で構成される。すなわち、多くの同種ゲームのように他勢力と同居するマップ内で城や都市を建設し他を征服する内容ではなく、マップ内に一つの都市を築きそれをマップ外から襲撃してくる外敵から防衛したり、あるいはマップ内に存在する敵味方の城を攻め落としたり防衛したりする内容のゲームである。
- 生産施設などを建設し労働者により資材を集め、食料や加工品、建物を生産・建造する流れは多くの同種ゲームと共通するが、この作品における各施設には影響範囲が存在しない。例えば木こりはその拠点となる木こり小屋からいかに離れている樹木にも伐採に向かう。これにより施設配置に関して自由度が高いのが特徴。ただし、労働者による資材運搬などは当該キャラクターの動作がそのまま影響する（例えば木こりが樹木を伐採し木材に加工を済ませ、それを輸送して貯蔵庫に置いた時点で資源として木材の備蓄量が増加する）ため、生産・加工効率を良くするには労働者キャラクターの移動距離が短くなるように（上記の例では、木こり小屋を樹木近くに配置するなど）施設配置を工夫する必要がある。なお、生産施設などはプレイヤーにより配置されると直ちに完成し、砦前に待機していた労働者が該当施設に到着すると即座に機能を発揮する。労働者による建築過程を経ない点も、同種のゲームと異なる特徴である。
- 労働者は時間と共に自動で1人ずつ住宅による最大数まで増えていく。人望という値が設定されており増加要素と減少要素の差し引きで一定時間ごとに変動する。人望が100に近いほど短い間隔で労働者が増加、逆に50を下回ると労働者が減少していくようになる。軍事ユニットの生産も、仕事に就いていない労働者を変換するという形で行なわれる。
- 生産などの作業が屋内で行われる施設では、建物の壁が透過され屋内のキャラクターが見える演出がとられる。これにより単調な生産工程も飽きさせない工夫が為されている。
- このゲームは健康のため、一定の時間プレイをすると書記官がプレイヤーに警告を与える。これは2時間程度で発生するが、特に午前0時ごろには、プレイヤーに睡眠をとるように忠告する。

## ゲームモード
ゲームモードは以下の通り大きく2種類あり、それぞれがさらに細分化され構成されている。なお、初回起動時（及び任意にプレイ権限を変更する場合）に限り、半角英数字によりプレイヤー名を登録する必要がある。

### 戦略ゲーム
主に戦闘、すなわちこの作品をリアルタイムストラテジーとして楽しむモード。
- ミリタリーキャンペーン‐全21話の連続する任務からなる架空の戦役を戦うモード。グレートブリテン島に似た形の島（一部の日本語版は日本列島に差し替えられている）を舞台とする。ストーリーは、国王に仕える父を闇討ちにされ、国を奪われた主人公（プレイヤー）が、ウルサック卿、ロンガーム卿の2人の国王重臣と共にミッションをこなしながら敵と戦っていくというもの。敵として、ピュース公爵（ラット、Rat）・ブールガール公爵（スネイク、Snake）・トリュフ公爵（ピッグ、Pig）・ウルフ（Wolf）の4人の領主がおり、彼らへの復讐に立ち上がる物語を通じ、最初は簡単な任務から徐々に難易度が上がっていく、チュートリアル的な内容のキャンペーンとなっている。
- 登場人物

ラット(Rat) - ピュース公爵ネズミのような兜をかぶった人物。前ピュース公爵の私生児であったが、自分がピュース公爵の血を引いていると知ると、前ピュース公爵とその家族を暗殺し、自分が公爵位を継承する。4人の中で一番臆病な人物（郡の一つを失ったことで大いに慌てるほど）として描かれ、その弱さから道化師にまで馬鹿にされるほど。使用する兵士は槍兵、弓兵などで、最初の敵なので弱い兵士を使う。
スネーク(Snake) - ブールガール公爵戦いで左目を失っており眼帯を付けている。主人公の父親を罠にはめた人物で、最初は豊かな郡の知事として土地を管理していた。しかし、国王へ納める税金を過小に申告し、余剰分を自分のものにしていたので、罰として安定しない征服地に飛ばされてしまう。侵略者による反乱の日に砦で準備を固める為に、父上（プレイヤーの父親）と兵一団を戦う為に呼ぶが、彼らはスネークの一団に捕まってしまう。そして父上の兵士達はスネークによって惨殺されることになる。ラットよりもやや強い兵士を使用する。父上や国王（仲間のラットまでも）を裏切った卑怯者である。
ピッグ(Pig) - トリュフ公爵スキンヘッドで太った人物。あまりの醜い顔つきで生まれた頃に両親に捨てられた。その後、盗賊に拾われたが、扱いがひどくごろつきの生活をしていた。しかし技術と戦術を身に付けると、頭角を現し村や小さな町を侵略するようになる。そして食料を奪い取り貪り食いだした挙句にみるみると太っていった。ウルサック卿を拷問し惨殺した人物でもある。鉄槌兵を好んで使用する。また、食料はチーズを好んでいるようである。
ウルフ(Wolf)- 4人の中のリーダー的存在であるが、謎の多い人物。わかっているのは18歳の誕生日に両親が相次いで病死したのみで、王国中を闇に落とした張本人である。主人公(プレイヤー)の父親を殺害したのも実は彼であり、恐怖心がなく非常に冷静な性格である。最後に、父親の敵討ちで主人公の刺した剣で城の最上階から転落する。剣兵や騎士などの強力なユニットを使用する。
- マルチプレイヤーゲーム‐LAN経由もしくはインターネット上でユーザーエージェントGamespyを利用し、最大8人で遊べる多人数対戦モード。
- 攻城ミッション‐イギリスのウィンザー城やロンドン塔のように歴史上実在した城や、アーサー王伝説に登場するキャメロット城など伝説上の著名な城を舞台に、攻城側もしくは防城側を操作して戦闘のみを楽しむモード。
- 侵略ミッション‐キャンペーン同様に架空の土地を舞台に単独の任務を行うモード。キャンペーンに登場した4人の敵領主が単独ないしは複数で攻めてくる土地で、物資を供給しながら築城を行い、与えられた条件を満たして勝利を目指す。

### 経済ゲーム
主に町の発展、すなわちこの作品をミニスケープとして楽しむモード。ここでは敵の軍隊が攻めてくることは無いが、ミッションによってはならず者の襲撃や野生動物から領民を守るため、最低限の軍隊は必要となる。
- 政治経済キャンペーン‐連続する5個の任務から成るモード。荒廃した王国の再建を目指し、町とそれを守る城砦を築き、外敵から領民を守る。シナリオが進むにつれ、要求される勝利条件が厳しくなる。
- 政治経済ミッション‐町の発展や築城を主眼とする単独任務モード。勝利条件にはほとんどのものに人口を一定以上にすることが含まれ、それに加えて、全人口の何割かが一定の状態にあること（エールを飲んでいる、領主（プレイヤー）に恐怖を感じている、信仰心を持っている、など）が求められる。
- フリープレイ‐勝利条件が何も設定されていない、自由に町作りや築城が楽しめるモード。ただし用意されているマップには野生動物がいたり、過酷な自然環境が設定されているなど、克服すべき対象が用意されているものもある。なお、フリープレイでは敵軍隊などが出現しないが、ファンクションキー「F1」を押すことにより任意の敵勢力や災害などを呼び出すことができる。

### その他のモード
上記の2種類に含まれないモード。
- マップエディタ‐任意の大きさのマップを設定し、好きなようにマップをデザインすることが出来るモード。上記の各モード別にマップを作成することができ、築城前の自然環境を作ることも、既に完成された城を作り兵士を配置することもできる。攻城戦用に作成されたマップは、ネットワークを通じて他のプレイヤーに評価を受けることもできる。
- セーブしたゲームをロード‐上記の各モードにおいて記録したデータを読み出し、プレイを継続するモード。

## 主な建造物

### 城砦施設
砦
拠点となる建物。ゲーム開始時、最初にこれをマップの任意位置に配置することでゲームが始まる。ゲーム中に任意に削除・再配置することは出来ない。「領主の館」(Saxon Hall)から「大要塞 」(Stronghold)までの5種類（『クルセイダー』では3種類）あり、いずれも無償で配置できるが、その大きさに見合う土地を要求する。最初の住居としての役割もあり、大きさに応じた数の最大労働者数を提供する。種類によっては屋上に兵を配置することができ、敵性勢力による攻撃を受けた際には君主が篭城する拠点となる。砦をクリックすると、領民に対する税率を変更することもできる。税率は重税や支給（資金を人民に与え人望を上げること）など数段階に変更できる。
焚き火
砦に付属する施設。新たな労働者は砦から出現し、労働場所が提供されるまで砦前の焚き火周辺に待機する。
貯蔵場
砦に付属する施設。食料以外の物資（加工前の作物を含む）が集積される。なお、貯蔵場は既にあるものに隣接させる形で増設していくことが可能。
城門
領民や軍隊が城壁内外を行き来する門。城壁同様に木製と石製があり、さらに石門は大小2種類存在する。いずれも屋根に兵を配置することができる。敵性勢力が接近すると、門を閉じて通行を遮断する。なお、門の前に堀が横切っている場合は、はね橋を配置する必要がある。
城壁
施設や領民を防護する壁。木製と石製があり、いずれも何層も重ねて配置すると強度を増す。石の城壁は頂部に兵を配置することができ、最外周部に狭間のある城壁を配置すれば、壁上の兵を防御することもできる。なお、城壁の設置は起点をクリックしそのままドラッグすることで、あたかも線を引くように建設することができる。頂部に兵を配置するには、城壁を城門か階段に接続する必要がある。
塔
防衛の要点となる建造物。「木の足場」から「円塔」まで5種類あり、いずれもはしご兵による直接進入を受け付けず、頂部に軽装兵を配置することができ（兵の配置には城壁や階段への接続が必要）、大きさに応じ配置できる人数が増加、さらに大型の塔は頂部にバリスタや大投石機を配置することもできる。高さに違いがあり、高い塔は射程が長くなり敵の弓が届きにくくなる。また、一定以上の大きさの塔は、掘削兵による攻撃を受け付けない。
堀
水が張られた人工の堀。城の外周に配置するのが一般的だが、平地であればおよそどこにでも配置することが出来る。軍隊により攻撃を受けた際、城壁の前に堀を配置していると鉄槌兵が城壁を崩したり、はしご兵が梯子をかけたり、掘削兵が城壁や塔の土台を破壊することが不可能になる。設置するには予め設置範囲を指定し、弓兵・槍兵・鉄槌兵・矛兵・技術兵のいずれかを選択して指定範囲をクリックすると、兵士たちが掘削を開始する（この施設のみ、例外的に建設過程がある）。削除や破壊はできないが、同種の兵士を使って同様手順で埋め戻しが可能。

### 資材生産
完成した資材は全て、砦に隣接する貯蔵場に輸送、蓄積される。主にプレイヤーが施設を建設したり、武器を生産する際に消費される。
木こり小屋
マップに自生している樹木を伐採して木材を生産する。配置には木材3と労働者1名が必要。なお、伐採された樹木は一時的に消滅するが、時間経過に伴って再び自生する。材木13を生産する。
石切場
白い岩場で表現される採石場から砕石、成形し石材を生産する。配置場所は限定され、木材15と労働者3名が必要。また、生産した石材を貯蔵場に輸送するために牛つなぎ場（木材10、労働者1名）を近隣に配置する必要がある。石材8を生産する。
鉄鋼採掘所
オレンジ色の岩場で表現される鉱山から鉄鉱石を採掘、精製し鉄を生産する。配置場所は限定され、一人が採掘しもう一人が貯蔵場まで運ぶ。木材20と労働者2名が必要。
ピッチ採取所
紫色の泡立つ沼として表現されるピッチ沼からピッチ油を蒸留・抽出する。配置場所は限定され、木材20と労働者1名が必要。

### 食料生産
生産された食料は全て食料庫に輸送、保管され「配給設定」に応じて時間と共に消費される。ただし、加工の必要がある物は砦の貯蔵庫に輸送される。複数種類の食料があれば人望にボーナスが付く。
食料庫
ゲーム開始時、砦の設置後に配置を要求される建物。生産された食料品は、食料庫に搬入されて初めて消費される。開始時に要求される設置数は1棟だが、隣接する形で増設することもできる。貯蔵庫同様に食料庫にも容量があり、限界に達すると食糧生産が停止するため、都市の大規模化に従って増設を余儀なくされる。配置には材木10が必要。食料庫をクリックすると、領民にどれだけの食料を供給するかを決める「配給率」を調整することができる。
狩猟小屋
マップ内を徘徊する鹿を狩り、精肉し食肉を生産する。最も安価で少量の食料をすぐに得られるが、供給は不安定である。配置には材木5と労働者1名が必要。鹿の群れの頭数は自然に回復するが、狩猟小屋が多いと回復が追いつかず絶滅する。
リンゴ畑
リンゴを栽培、収穫する。リンゴは収穫後すぐに消費することができ、食肉に比べ安定供給されるが、畑は一定範囲の低地かつ平地が必要で、また生産量は少なめである。配置には材木5と労働者1名が必要。
酪農場
ウシを飼育して牛乳を絞り、それをさらに加工してチーズを生産する。配置後、まず3頭のウシが生育されるのを待つので生産までに時間がかかるが、一旦チーズの生産が開始されるとリンゴを上回る生産効率を持つ。やはり一定範囲の平地に配置する必要があり、材木10と労働者1名を要する。なお、稼動中の革鎧製作所がある場合、材料としてウシが徴収されるため、チーズの生産効率が落ちる。
小麦畑
小麦を栽培、収穫する。収穫された小麦は加工の必要があるため、食料庫ではなく貯蔵庫へ輸送される。やはり一定範囲の平地を要し、配置には材木15と労働者1名が必要。
粉挽き小屋
風車小屋の形をしており、小麦を小麦粉へと製粉加工し、再び貯蔵庫へと輸送する。風車の形をしているものの風などを考慮して配置する必要は無く、配置には材木20と労働者3名が必要。なお、粉挽き小屋は1棟で小麦畑・パン屋それぞれ数軒分の生産に対応することができる。
パン屋
小麦粉を加工してパンを生産する。パンは長い過程を経て生産されるが、一旦軌道に乗るとこのゲームで最も生産効率の高い食料品となる。配置には材木10と労働者1名が必要。
ホップ畑
ホップを栽培、収穫する。ホップは加工の必要があるため、貯蔵庫へ輸送される。配置には一定範囲の平地が必要で、材木15と労働者1名を要する。
醸造所
ホップを醸造加工し、エールを生産する。エールは貯蔵庫へ輸送される。配置には材木10と労働者1名が必要。
居酒屋
エールを消費して、領民たちに振舞う。居酒屋が営業されエールが振舞われると、プレイヤーに対する領民たちの「人望」値が上昇する。

### 町の施設
家
領民の住居。砦が供給する労働者だけでは足りない場合、家を建設することによって、新たに8名ずつの最大労働者数を増やすことができる。増えた労働者は砦から出現し、また住民の豊かさに応じて3段階に変化する。家の削除や敵の襲撃で破壊されて現在の領民数が領民の上限数を越えると、「人望」値に悪影響のある過密という問題が発生する。配置には材木6が必要。
市場
物資とゴールドを交換する施設で、領内で生産されるものを売却したり、領内で生産出来ないものを購入することもできる。売値は買値の半額。シナリオによって売買共に取扱い物資が異なる。配置には材木15が必要。
薬店
「疫病」という災害を解消する治療師が出現する。「疫病」が発生するとランダムに緑色の雲状に表現され、その雲に触れた住民は次々と倒れ、人口が減少しプレイヤーの「人望」値が下がっていく。薬店を設置すると治療師がその雲を消し、被害を最小限に抑えることができる。また薬店の数が多ければ疫病の発生率も低下する。配置には材木10とゴールド50、労働者1名が必要。
礼拝堂／教会／大聖堂
領民に「祝福」を与え、それを受けた領民の割合に応じてプレイヤーの「人望」値を上昇させる宗教施設。「祝福」は時間が経つにつれて効果が薄れるので、一定以上の割合を保つためには領民数の拡大に応じてこれら施設の数を増やす必要がある。教会や大聖堂があれば人望にボーナスが付く。礼拝堂・教会・大聖堂の順に大きく、配置には礼拝堂が石10とゴールド250、教会が石20とゴールド450、大聖堂が石40とゴールド1200、労働者1名が必要。
井戸／水瓶
「火事」を消火する消防施設。火事が発生すると労働者が桶を持って鎮火に向かい、延焼を食い止める。井戸が無い場合、非常に広範囲に延焼して都市が壊滅状態になり、「人望」値にも深刻な悪影響が出る。配置にはゴールド20と労働者1名が必要。
娯楽施設／処刑施設
領民からプレイヤーに対する「君主への恐怖心」値に影響を与える施設。娯楽施設としては「熊の見世物」や「庭園」など領民に娯楽や安心感を与える設備が6種類あり、処刑施設としては「絞首台」や「さらし柱」など領民の恐怖感を煽る処刑設備が9種類ある。それぞれ目的を同じくする設備は種類による効果の差は無く、狭い面積の施設は費用が少し高額な程度。娯楽施設を建てるとプレイヤーの「人望」値が上がるが、住民は余暇を楽しむようになり、生産効率が下がる。反面、処刑施設を建てると「人望」値は下がるが、住民は恐怖のあまり仕事に集中するため、生産効率が上がる。これらは軍隊の強さにも影響を与え、幸福度が高いほど軍隊は強く、恐怖心が強いほど軍隊は弱くなる。

### 軍需施設
武器庫
製作された武器や鎧を収納する。ここに在庫が無い装備を要求する軍事ユニット（兵士）は生産できない。武器庫は既に設置されたものに隣接して増設することができる。配置には材木10が必要。
鍛冶屋
鉄1ずつを消費し、剣か槌鉾（モーニングスター）を製造する。どちらを製造するかはプレイヤーが任意に指定でき、鉄が供給され生産停止が指示されない限り、その武器を生産し続ける（以下の製造施設にも共通）。配置には材木20とゴールド200に労働者1名が必要。
槍製作所
材木1を消費して槍または材木2を消費して矛（ハルバード）を製造する。配置には材木10とゴールド100に労働者1名が必要。
弓製作所
材木2を消費して弓または材木3を消費して石弓（クロスボウ）を製造する。配置には材木20とゴールド100に労働者1名が必要。
革鎧製作所
雌ウシ1頭を消費して3着の革鎧を製造する。雌ウシは酪農場から供給されるので、予め当該施設を設置しておく必要があり、革鎧製造中はチーズの生産効率が悪化する。配置には材木10とゴールド100に労働者1名が必要。
鉄鎧製作所
鉄1を消費して板金鎧を製造する。配置には材木20とゴールド100に労働者1名が必要。
馬小屋
騎士が使用する軍馬を4頭、飼育する。配置には材木20とゴールド120が必要。

### 軍事施設
兵舎
技術兵・はしご兵・掘削兵を除く兵士を招集する。材木15で配置できる「木の兵舎」と石材15で配置できる「石の兵舎」の2種類あるが、両者で召集できる兵種には違いが無い。兵舎をクリックすると、その時点で武器庫に在庫のある装備によって召集できる兵種が明るく表示される。ただし、砦前の焚き火に（未労働の）労働者が居ないと召集はできない。なお、軍隊は労働者にはカウントされないので家を必要としない（待機中の労働者を軍隊にすると、新たな労働者が砦から出現する）。
技術ギルド
技術兵とはしご兵を招集する。運用方法は兵舎に準じる。配置には材木10とゴールド50が必要。
掘削ギルド
掘削兵を招集する。運用方法は兵舎に同じ。配置には材木10とゴールド20が必要。
傭兵詰所
『クルセイダー』にてアラビア傭兵を雇用するための施設。ゲームシステム上、兵舎同様に未労働の労働者が兵士に変わる。
戦闘犬の小屋
戦闘用に訓練された獰猛な犬が収められた檻。敵の侵攻時に解き放つことで敵に襲い掛かる。ただし、戦闘犬は敵味方を区別しないため、領民や自軍から隔離して配置する必要がある。配置にはゴールド50が必要。
油釜
ピッチ油を消費して、防衛用として技術兵に持たせる煮えたぎる油の壷を生産する。配置には鉄15が必要で、最初に配置された技術兵1名がピッチ油の補給を行う。他の技術兵を指定して油釜に向かわせると煮えたぎる油の壷を持たせることが出来る。壷を携えた技術兵を城壁や塔の上に配置すれば、城に接近した敵の頭上から煮えたぎる油を浴びせることができる。一度壷を使用した技術兵は油釜へ向かい、補充して配置場所へと戻ってくる。敵が油釜を破壊すると油釜に入っていたピッチがこぼれ引火する。
死の落とし穴
地面に設置し、そこを敵が通ると自動的に作動し、穴の中に配置された杭によって倒してしまう防御施設。配置には1マスにつき材木6が必要。味方が罠にかかってしまうことは無い。
ピッチ溝
地面に設置される、ピッチ油を敷き詰めた溝。それ自体は影響力を持たないが、弓兵に火矢を打ち込ませることによって着火し、付近を通る敵兵を炎上させることができる。配置には2、3マスにつきピッチ1が必要。

## イベント
シムシティのように、ストロングホールドでは、災害や縁日のような色々なイベントが起こる。ここでは様々なイベントを紹介する。

### 災害
狼の攻撃
その名の通り、城に狼が集団で襲い掛かってきて人民に被害を加える。そのため人望にも影響を与えることになる。狼を撃退すれば人望の低下を防ぐことが出来る。
ウサギの増殖
ウサギが出現し作物（小麦畑）を食い荒らす災害。こちら側からは攻撃はしないが、放って置くと徐々に増加してゆき作物が被害を受ける。
盗賊の襲撃
盗賊（鉄槌兵）が城に襲い掛かってくる災害。場外に立てた建物を壊してゆき、城まで攻撃してくる、これも人望に負担がかかる。1、2体撃退するか、一定時間待つかで逃げていく。
火事
ランダムで火災が起きる、放置していくとどんどん火の勢いが広がり、建物に大被害を受けることになる、井戸を建てると火災を遮ることが出来る。
疫病
疫病が発生し人民や兵士が被害を受ける災害。緑色の雲が出現し人民に被害が加わり人望にも被害を受ける、薬剤師がいれば雲を消せ人望の不安を半分に出来る。
疫病で小麦が壊滅
疫病で作物が萎れる災害。
牝牛が狂牛病にかかる
牝牛が狂牛病で死んでしまう被害、生産が遅れるので食料の備蓄が遅れる。
食料庫に泥棒が入る
食料庫に入っている食料が盗まれる、この被害は人望には影響受けないが食料庫が空になる恐れがある。
木にカビ
木が干ばつによって枯れていく災害、枯れた木は伐採できないので材木の収集率が低下する。
リンゴが生らない
リンゴの木に実が生らずに収穫停止になる災害。
ホップがゾウムシにやられる
ホップがゾウムシによって食い荒らされ、生産に被害が来る災害。

### 縁日
君主の結婚
君主（プレイヤー）が女君主と結婚し人民が歓喜するイベント。
道化師の採用
道化師が城にやってきて人民を楽しませるイベント、ただし例え道化師がいても長くは人望が上がったままにはならない。
移動サーカス
移動サーカスが城にやってきて人民を楽しませるイベント、玉投げや火食い芸などのユニークな芸術を披露してくれる。
援軍
縁日とは関係ないが、国王の援助した部隊（複数の弓兵と1体の修道僧）が到着する。

## 登場ユニット
君主を除き、どのユニットを作るにあたっても、武器や防具が必要でゴールドが無ければ生産するのは不可能である、ほとんどの兵士は、兵舎で訓練される。
君主 (Lord)
プレイヤーの代理となるユニット。全身鎧を着てマントを羽織っている。ゲーム開始時に砦が配置されると同時に自動的に配置され、任意に生産・削除することは出来ない。平常時には城内外を移動しつつ野生動物など敵性ユニットが居れば攻撃を行い、敵による侵攻を受けた時には砦の屋上で指揮を執る。非常に強力だが彼が倒されるとゲームオーバーとなる。戦闘のない時に、人望が厚いと子供達がついて来る。
弓兵 (Archer)
安価で基本的な兵士、鎧を着ていないので簡単に倒されるが、弓矢を用いて槍兵などの鎧を着ていない兵士を効果的に攻撃することができる。また、防衛戦に向いており、堀の掘削・埋め戻しをすることができる、更に防衛戦で火鉢があれば火矢を放ちピッチ溝に点火させる事ができる。弓とゴールド12必要。
槍兵 (Spearman)
弓兵同様、安価で基本的な歩兵。攻撃力が低く矢には簡単に倒されてしまうほど貧弱な兵士だが、コストが非常に安く大量生産ができ初期段階では役に立つ。また、敵はしご兵が自軍の城壁にかけた梯子を外すことができる。弓兵同様に堀の掘削・埋め戻しをすることもできる。槍とゴールド8必要。
鉄槌兵 (Maceman)
モーニングスターを携え、革鎧を着た歩兵。槍兵よりも防御に優れ、攻撃力は城の石壁を崩してしまうほど強力で、奇襲作戦に向いた歩兵である。堀の掘削と埋める事が出来るが、なぜか嫌がっている。鉄槌、革鎧とゴールド20必要。
石弓兵 (Crossbowman)
クロスボウを構え、弓兵よりも狙いが正確で攻撃力が高く、甲冑を着た兵士でも効果的に倒す。ただし装填は弓兵より遅く射程も短い。鉄槌兵と同じく革の鎧を着ているのである程度の防御力を持っている。石弓、革鎧とゴールド20必要。
矛兵 (Pikeman)
板金鎧を着てハルバードを構えた歩兵。移動が遅く攻撃力もそこそこだが、最高レベルの防御力（ただし矢に対する防御は剣兵より弱い）を誇るので城門などの防衛に適している、堀を埋めたり掘ったりすることも可能。矛、鉄鎧とゴールド20必要。
剣兵 (Swordsman)
板金鎧を纏い、鋼鉄のロングソードを持ったエリート歩兵。攻撃・防御共に強力だが、重い装備を持つため移動が大変遅い、城内の防衛や後半の攻撃に向いている。選択し移動するときには、鎧ならではの足音を立てて移動をする。クルセイダー版では外見が異なる。君主を除いてはこの兵士が最も強い。剣、鉄鎧とゴールド40必要。
騎士 (Knight)
板金鎧を着て剣を持ち、軍馬に乗ったエリート騎兵。剣兵並の攻撃力・防御力（ただし矢による防御力は剣兵よりも弱い）を備え、さらに移動も速い脅威的なユニット。反面、配置にはとても高いコストを要求する。城壁などに上ることはできない。鉄槌兵同様、突撃に向いている。クルセイダー版ではテンプル騎士団のような外見である。剣、鉄鎧、馬そしてゴールド60必要。
ベネディクト会士
キャンペーンまたはシングルにしか登場しない兵士、生産が不可能だかどの兵士よりも先攻で抵抗力がある。
技術兵 (Engineer)
技術ギルドで生産。攻城兵器を作り出すことが可能。また、兵器の運用にも一定人数が必要で、攻城兵器や塔に固定されたバリスタや大投石器を扱える。また油壺から汲んだ煮えたぎった油を城壁から落とすなど、あらゆる所で役立つ。このゲームでは欠かせない兵士。
はしご兵 (Ladderman)
技術兵の一種で、長い梯子を持つ兵士。攻城時、素早く移動して敵の城壁に梯子をかけ、弓兵・槍兵・鉄槌兵といった軽装兵が敵城壁を直接占拠する足場の役割を果たす。攻撃力・防御力は無く敵の攻撃には脆弱。
掘削兵 (Tunneler)
掘削ギルトで作られる兵士。攻城時、敵の城壁付近や小塔付近を指定するとトンネルを掘り始め、それらの真下に達するとトンネルを爆破、敵の防御設備を破壊し自分も爆死する。トンネルの掘り始めが脆弱で、堀に護られた城壁や、大型の塔を崩すことは出来ない。
モンク (Monk)
大聖堂で雇用可能。

### アラビア傭兵
『クルセイダー』に登場する。これらのユニットは傭兵詰所で雇用可能。ゴールドのみ必要で、武器・防具を生産・購入する必要がない。そのため、短時間で大量のユニットを作ることができ、ラッシュ攻撃などを行うことができる。ただし、全般的に防御力の欠けたユニットが多い。英語版では、通常のユニットとは違いアラビア語で応答する。
アラビア弓兵 (Arabian Bowman)
弓兵よりやや攻撃的な弓矢を持った兵士。弓兵同様、火鉢を使って火矢でピッチ溝に点火可能。
投石兵 (Slinger)
アラブ軍の基本的なユニットの一つ。離れた位置からスリングを振り回して石を投げる。鎧を着ておらず脆弱だが、集団で用いることによって「ヒットエンドラン」的にじわじわ敵を痛めつけることができる。
奴隷 (Slave)
たいまつを持った歩兵。軽装備で梯子兵と同じく貧弱（上半身は裸）であるが、安価で大量雇用しやすい。手に持ったたいまつで敵の建物に放火する能力を持っている。放火された建物は一定時間の間周りの人や建物を焼き尽くす。そのため、放火の後はすばやく退避させなければ自身も焼死する。このユニットのみ堀の掘削と埋め立てができる。
シミター兵 (Arabian Swordsman)
シミターを持って鎖帷子を着ている剣兵に近い性能のユニット。剣兵に比べると移動速度が速いが能力は少し劣る。
アサシン (Assassin)
黒ずくめの特殊兵。敵からは接近するまで姿が見えない（発見された場合、上に「！」マークが表示されて、見つかった事になる）。鉤付きロープを使って城壁を昇り降りできるため、塔などに侵入して敵兵を殺傷したり、城門を占拠して開門させることが可能。そのため侵入作戦において効果的。弱点は移動速度の遅さにある。
弓騎兵 (Horse Archer)
馬上で弓を構えて戦う騎兵。白兵戦には貧弱だが、移動しながら弓を射ることができる。また射程が長い。騎士同様に塔などに配置できない反面、高い移動力を備えている。
火炎投擲兵 (Fire Thrower)
火炎瓶を投擲する。射程は短いが、建物に火を付ける攻城兵器版バリスタや奴隷と違って任意の場所に直接的に火を放つことが可能。

### 攻城兵器
技術兵が製作可能。運用にも一定数の技術兵の配置が必要。
攻城用天幕
攻城兵器の設営を指示された技術兵が、一時的に展開する大型テント。この形態は移動・攻撃共に不可能で防衛（城）側の攻撃に対し非常に脆弱なので、攻城側は兵器が完成するまでの間、これを防衛する必要がある。
可動防護壁 (Portable Shield)
木の束を板状に組んだ、とても巨大な盾。背後に配置された味方兵を、敵弓兵の投射攻撃から防護する。稼動には技術兵1名が必要だが、技術兵を外すとそこに固定される。ゴールド5必要。
破城槌 (Battering Ram)
巨大な丸太に車輪をつけ、屋根で覆った破城槌。移動は遅いがとても頑丈で、城門や城壁、塔を破壊できる。稼動には技術兵4名が必要。ゴールド200必要。
攻城塔 (Siege Tower)
筒を垂直に立てたような構造で、根元に車輪をつけた攻城塔。敵城壁に隣接すると上部の渡り板を城壁に差出し、味方兵が安全に敵城壁に昇るための通路の役割を果たす。はしご兵と違って重歩兵も使用可能。稼動には技術兵4名が必要。ゴールド250必要。
カタパルト (Catapult)
石をバネによって投射する投石機。移動可能。敵城の施設の破壊に威力を発揮する。稼動には技術兵2名が必要。ゴールド200必要。「疫病にかかった牛」を投げ込むこともでき、これにより疫病を発生させて敵領民や敵兵にダメージを与えることも可能。牛は酪農場から徴用され、投げ込んだ分だけその時に牧場にいる牛が減る事になる。投擲する石は生産時は20個用意されているのみだが、自軍の貯蔵場に石材があれば石を補充することができる（石材10から石20個補充）。
投石器 (Trebuchet)
固定式で、より巨大な岩石を投擲するトレビュシェットと呼ばれる種類の兵器。設置された位置から動くことが出来ないが、カタパルトよりも強力な威力と射程を発揮する。稼動には技術兵3名が必要。ゴールド250必要。カタパルト同様に岩補充や牛の死体の投擲が可能。
バリスタ (Fire Ballista)
『クルセイダー』に登場。強力な火矢を放つ。移動可能。建物を狙えば耐久がある程度減ると発火して延焼させることも可能。稼動には技術兵2名が必要。

### 防衛兵器
円塔などの巨大な塔の上に設置する固定の防衛設備。ゴールド200必要。稼動には技術兵2名の配置が必要。
バリスタ (Ballista)
狙いが正確で軽装備兵を一撃で倒すことができる。
大投石機 (Mangonel)
マンゴネルと呼ばれる種類の兵器。石を散弾させて広範囲を攻撃するが狙いは不正確。味方に被害を与えたり自軍の壁を破壊する恐れがある。カタパルトや投石器と違って石の残数制限はない。